# Ровное (Северо-Казахстанская область)
Ровное (каз. Ровное) — село в районе Шал акына Северо-Казахстанской области Казахстана. Входит в состав Кривощековского сельского округа. Код КАТО — 595639300.

## Население
В 1999 году население села составляло 206 человек (111 мужчин и 95 женщин). По данным переписи 2009 года, в селе проживали 154 человека (88 мужчин и 66 женщин).